# Fences
Fences is een Amerikaanse film uit 2016, geregisseerd door Denzel Washington, gebaseerd op het gelijknamige toneelstuk van August Wilson dat de Pulitzerprijs voor drama in 1987 kreeg.

## Verhaal
Pittsburgh in de jaren 1950. Troy Maxson is een vuilnisman en voormalig honkballer in de Negro league, een divisie waar enkel teams bestaande uit Afro-Amerikanen aan deelnamen. Hij heeft het moeilijk om de eindjes aan elkaar te knopen en zijn gezin te onderhouden.

## Rolverdeling
| Acteur             | Personage      |
| ------------------ | -------------- |
| Denzel Washington  | Troy Maxson    |
| Viola Davis        | Rose Maxson    |
| Stephen Henderson  | Jim Bono       |
| Jovan Adepo        | Cory Maxson    |
| Russell Hornsby    | Lyons Maxson   |
| Mykelti Williamson | Gabriel Maxson |
| Saniyya Sidney     | Raynell Maxson |

## Productie
Vorige pogingen om August Wilsons toneelstuk te verfilmen liepen op niks uit omdat Wilson een Afro-Amerikaans regisseur eiste. Op 28 januari 2016 werd bekendgemaakt dat er een film gemaakt werd, geregisseerd door Denzel Washington, met Washington en Viola Davis die hun rollen hernemen die ze in 2010 op Broadway al speelden in het toneelstuk en waarvoor ze beiden een Tony Award wonnen.
De filmopnamen gingen van start op 25 april 2016 in Pittsburgh en eindigden op 14 juni 2016.

## Prijzen en nominaties
De belangrijkste:
| Jaar | Prijs                  | Categorie                     | Genomineerde(n)   | Uitslag     |
| ---- | ---------------------- | ----------------------------- | ----------------- | ----------- |
| 2017 | Academy Awards         | Beste vrouwelijke bijrol      | Viola Davis       | Gewonnen    |
| 2017 | Golden Globes          | Beste vrouwelijke bijrol      | Viola Davis       | Gewonnen    |
| 2017 | Golden Globes          | Beste acteur in een dramafilm | Denzel Washington | Genomineerd |
| 2017 | Satellite Awards       | Beste film                    | Beste film        | Genomineerd |
| 2017 | Satellite Awards       | Beste regisseur               | Denzel Washington | Genomineerd |
| 2017 | Satellite Awards       | Beste acteur                  | Denzel Washington | Genomineerd |
| 2017 | Satellite Awards       | Beste actrice in een bijrol   | Viola Davis       | Genomineerd |
| 2016 | Critics' Choice Awards | Beste film                    | Beste film        | Genomineerd |
| 2016 | Critics' Choice Awards | Beste regisseur               | Denzel Washington | Genomineerd |
| 2016 | Critics' Choice Awards | Beste acteur                  | Denzel Washington | Genomineerd |
| 2016 | Critics' Choice Awards | Beste actrice in een bijrol   | Viola Davis       | Gewonnen    |
| 2016 | Critics' Choice Awards | Beste rolbezetting            | Volledige cast    | Genomineerd |
| 2016 | Critics' Choice Awards | Beste bewerkte script         | August Wilson     | Genomineerd |